# Lyracappul
Lyracappul är ett berg i republiken Irland.   Det ligger i grevskapet County Limerick och provinsen Munster, i den centrala delen av landet, 170 km sydväst om huvudstaden Dublin. Toppen på Lyracappul är 825 meter över havet, eller 188 meter över den omgivande terrängen. Bredden vid basen är 3,7 km. Lyracappul ingår i Galty Mountains.
Terrängen runt Lyracappul är kuperad åt sydost, men åt nordväst är den platt.Runt Lyracappul är det glesbefolkat, med 13 invånare per kvadratkilometer. Närmaste större samhälle är Mitchelstown, 10,9 km söder om Lyracappul. Trakten runt Lyracappul består i huvudsak av gräsmarker.